# João Palhinha
João Maria Lobo Alves Palhinha Gonçalves (Lisboa, 9 de julio de 1995) es un futbolista portugués. Juega de centrocampista y su equipo es el Tottenham Hotspur F. C. de la Premier League de Inglaterra.

## Selección nacional
Tras haber sido internacional con Portugal en categorías inferiores, el 16 de marzo de 2021 fue convocado por primera vez con la selección absoluta para disputar los primeros partidos de la clasificación para el Mundial de 2022. Debutó el día 24 en el triunfo por la mínima ante Azerbaiyán.

### Participaciones en Copas del Mundo
| Mundial      | Sede  | Resultado        | Partidos | Goles |
| ------------ | ----- | ---------------- | -------- | ----- |
| Mundial 2022 | Catar | Cuartos de final | 3        | 0     |

### Participaciones en Eurocopas
| Copa          | Sede     | Resultado        | Partidos | Goles |
| ------------- | -------- | ---------------- | -------- | ----- |
| Eurocopa 2024 | Alemania | Cuartos de final | 4        | 0     |

## Clubes
Actualizado al último partido disputado el 24 de junio de 2025.
| Club                               | Div.          | Temporada     | Liga  | Liga  | Copas nacionales | Copas nacionales | Copas internacionales | Copas internacionales | Total | Total |
| Club                               | Div.          | Temporada     | Part. | Goles | Part.            | Goles            | Part.                 | Goles                 | Part. | Goles |
| ---------------------------------- | ------------- | ------------- | ----- | ----- | ---------------- | ---------------- | --------------------- | --------------------- | ----- | ----- |
| Sporting C. P. "B" Portugal        | 2.ª           | 2013-14       | 2     | 0     | ―                | ―                | ―                     | ―                     | 2     | 0     |
| Sporting C. P. "B" Portugal        | 2.ª           | 2014-15       | 17    | 1     | ―                | ―                | ―                     | ―                     | 17    | 1     |
| Moreirense F. C. Portugal          | 1.ª           | 2015-16       | 29    | 0     | ―                | ―                | ―                     | ―                     | 29    | 0     |
| Moreirense F. C. Portugal          | Total club    | Total club    | 29    | 0     | 0                | 0                | 0                     | 0                     | 29    | 0     |
| C. F. Os Belenenses Portugal       | 1.ª           | 2016-17       | 13    | 1     | 5                | 0                | ―                     | ―                     | 18    | 1     |
| C. F. Os Belenenses Portugal       | Total club    | Total club    | 13    | 1     | 5                | 0                | 0                     | 0                     | 18    | 1     |
| Sporting C. P. Portugal            | 1.ª           | 2016-17       | 11    | 0     | 0                | 0                | ―                     | ―                     | 11    | 0     |
| Sporting C. P. "B" Portugal        | 2.ª           | 2016-17       | 1     | 0     | ―                | ―                | ―                     | ―                     | 1     | 0     |
| Sporting C. P. "B" Portugal        | 2.ª           | 2017-18       | 1     | 0     | ―                | ―                | ―                     | ―                     | 1     | 0     |
| Sporting C. P. "B" Portugal        | Total club    | Total club    | 21    | 1     | 0                | 0                | 0                     | 0                     | 21    | 1     |
| Sporting C. P. Portugal            | 1.ª           | 2017-18       | 2     | 0     | 2                | 2                | 3                     | 0                     | 7     | 2     |
| S. C. Braga Portugal               | 1.ª           | 2018-19       | 23    | 2     | 9                | 0                | 0                     | 0                     | 32    | 2     |
| S. C. Braga Portugal               | 1.ª           | 2019-20       | 27    | 2     | 6                | 1                | 11                    | 1                     | 44    | 4     |
| S. C. Braga Portugal               | Total club    | Total club    | 50    | 4     | 15               | 1                | 11                    | 1                     | 76    | 6     |
| Sporting C. P. Portugal            | 1.ª           | 2020-21       | 32    | 1     | 6                | 1                | 0                     | 0                     | 38    | 2     |
| Sporting C. P. Portugal            | 1.ª           | 2021-22       | 27    | 3     | 6                | 0                | 6                     | 0                     | 39    | 3     |
| Sporting C. P. Portugal            | Total club    | Total club    | 72    | 4     | 14               | 3                | 9                     | 0                     | 95    | 7     |
| Fulham F. C. Inglaterra            | 1.ª           | 2022-23       | 35    | 3     | 5                | 1                | ―                     | ―                     | 40    | 4     |
| Fulham F. C. Inglaterra            | 1.ª           | 2023-24       | 33    | 4     | 6                | 0                | ―                     | ―                     | 39    | 4     |
| Fulham F. C. Inglaterra            | Total club    | Total club    | 68    | 7     | 11               | 1                | 0                     | 0                     | 79    | 8     |
| Bayern de Múnich · Alemania        | 1.ª           | 2024-25       | 17    | 0     | 2                | 0                | 6                     | 0                     | 25    | 0     |
| Bayern de Múnich · Alemania        | Total club    | Total club    | 17    | 0     | 2                | 0                | 6                     | 0                     | 25    | 0     |
| Tottenham Hotspur F. C. Inglaterra | 1.ª           | 2025-26       | 0     | 0     | 0                | 0                | 0                     | 0                     | 0     | 0     |
| Tottenham Hotspur F. C. Inglaterra | Total club    | Total club    | 0     | 0     | 0                | 0                | 0                     | 0                     | 0     | 0     |
| Total carrera                      | Total carrera | Total carrera | 270   | 17    | 47               | 5                | 26                    | 1                     | 343   | 23    |
| 1. 2.                              |               |               |       |       |                  |                  |                       |                       |       |       |

## Palmarés

### Títulos nacionales
| Título                      | Club             | País     | Año  |
| --------------------------- | ---------------- | -------- | ---- |
| Copa de la Liga de Portugal | S. C. Braga      | Portugal | 2020 |
| Copa de la Liga de Portugal | Sporting C. P.   | Portugal | 2021 |
| Primeira Liga               | Sporting C. P.   | Portugal | 2021 |
| Supercopa de Portugal       | Sporting C. P.   | Portugal | 2021 |
| Copa de la Liga de Portugal | Sporting C. P.   | Portugal | 2022 |
| Bundesliga                  | Bayern de Múnich | Alemania | 2025 |

### Títulos internacionales
| Título                      | Club (*)              | Sede     | Año  |
| --------------------------- | --------------------- | -------- | ---- |
| Liga de Naciones de la UEFA | Selección de Portugal | Alemania | 2025 |

(*) Incluyendo la selección.